# Liffa Aurél

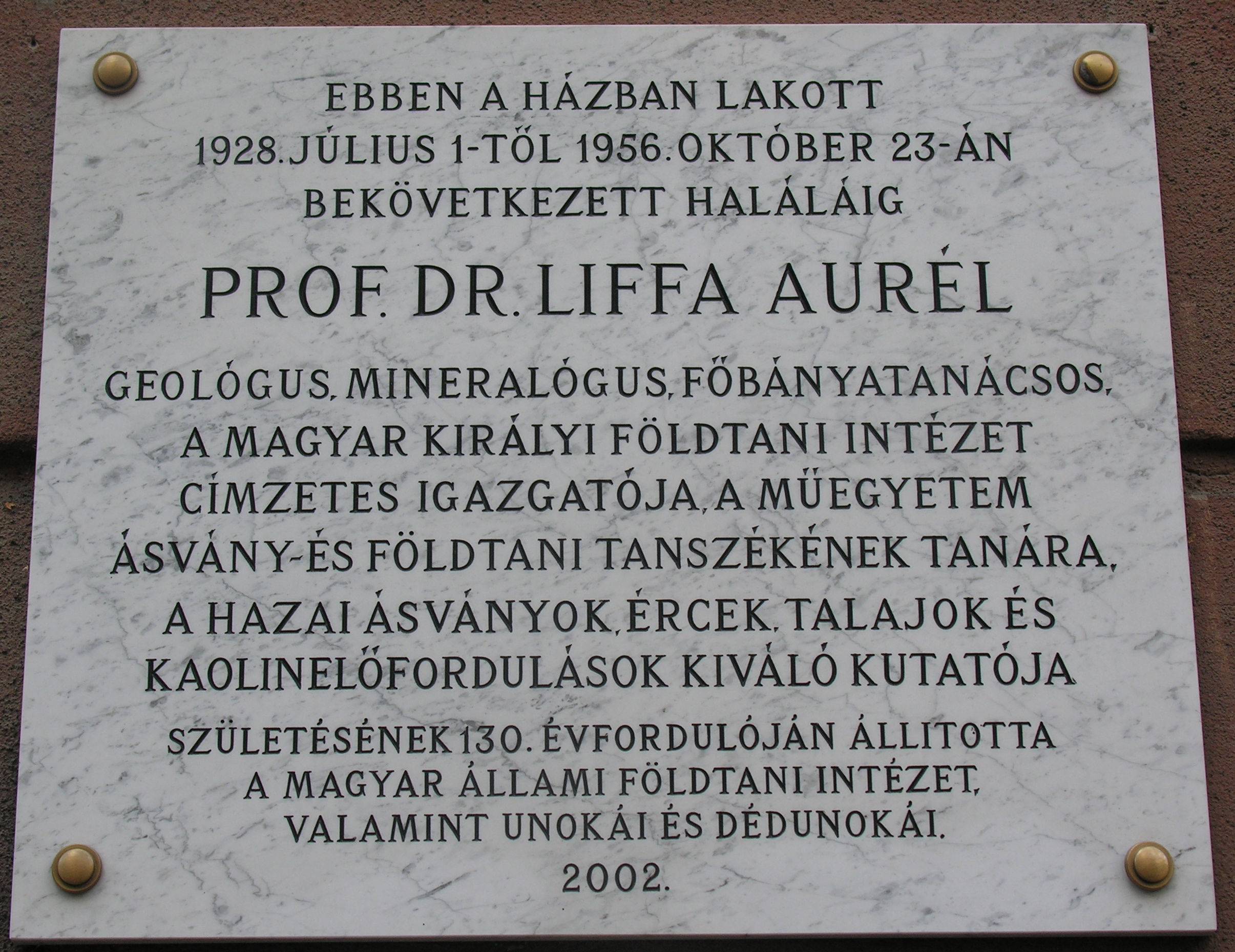
Liffa Aurél emléktáblája egykori lakhelyén, a Damjanich utca 42. szám alatt

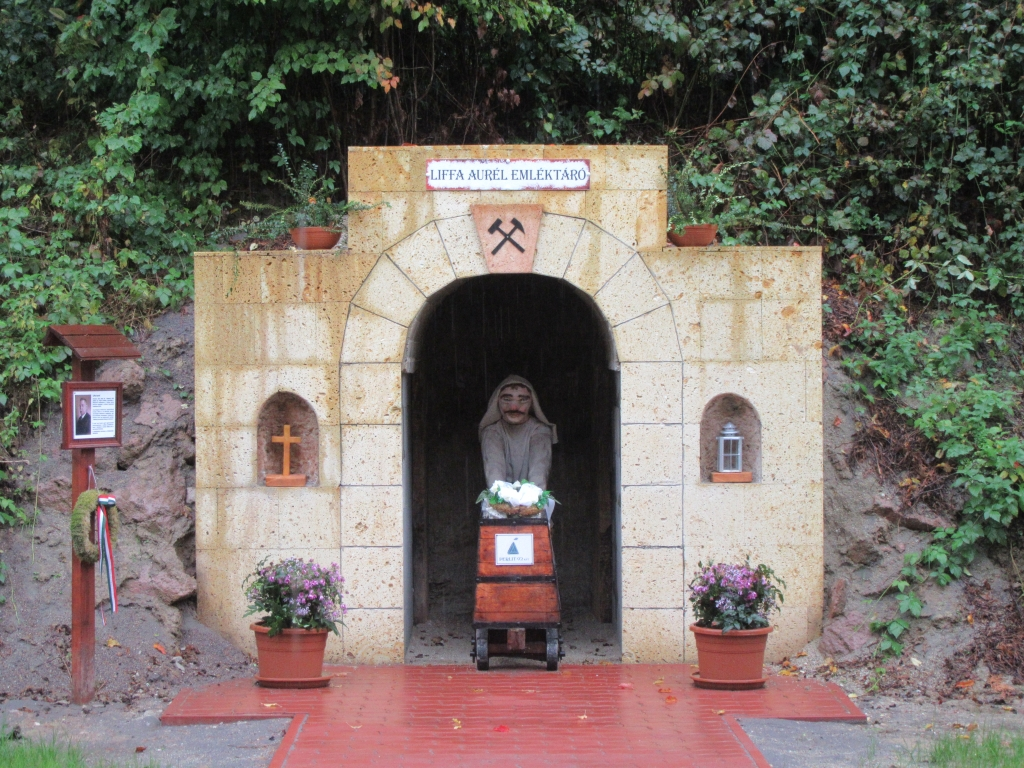
Liffa Aurél emléktáró Pálházán a perlitbánya területén

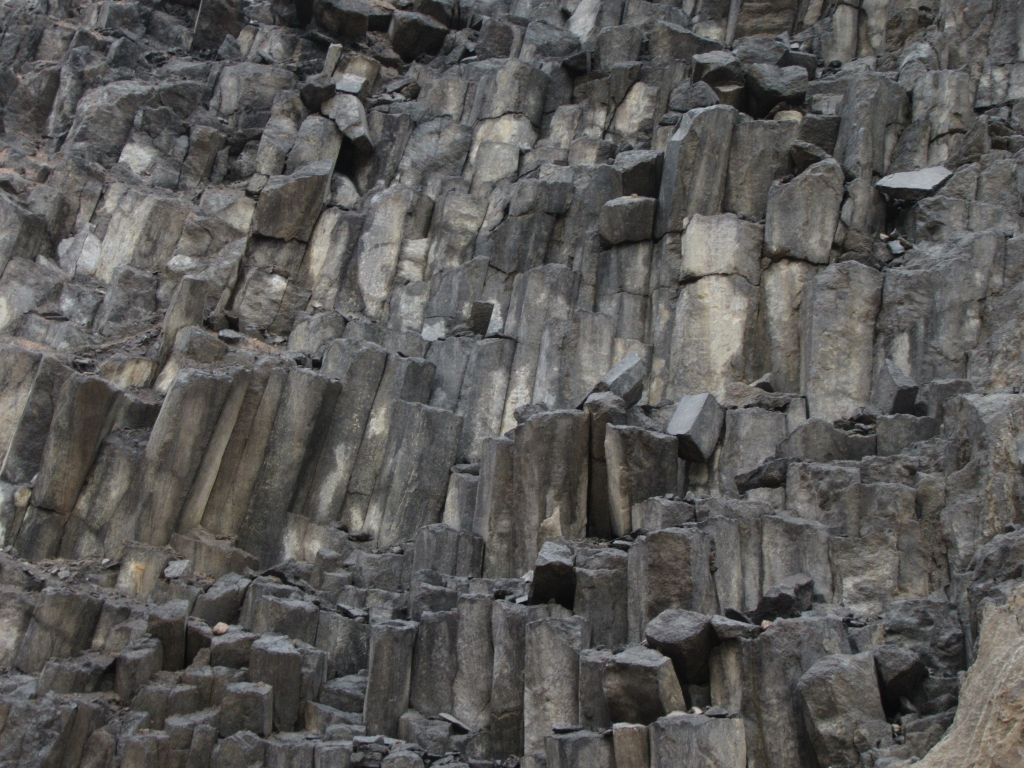
Orgonasípszerű perlitképződmény Pálházán a perlitbánya területén

Liffa Aurél (Korpona, 1872. június 10 - 1956. október 23., Budapest) magyar geológus, mineralógus, a magyarországi kaolin felfedezője, a Műegyetem magántanára, a Földtani Intézet kinevezett igazgatója  a műszaki tudományok kandidátusa (1955).

## Életpályája
Hont vármegyében született Liffa Vilmos Korpona volt szabad királyi város főpénztárosának és Cornides Auréliának legfiatalabb gyermekeként. Az elemi iskola elvégzése után a selmecbányai evangélikus líceum tanulója volt, ahol 1891-ben érettségizett.
Középiskolai tanulmányainak befejezése után 1891. szeptemberében a Budapesti Tudomány Egyetem filozófiai karának természetrajz-vegytani szakára iratkozott be. Egyetemi tanulmányai alatt - egyéb tárgyaktól eltekintve - vegytanból Dr. Than Károly, Dr. Lengyel Béla, Dr. Wartha Vince, a földtan- és őslénytanból Dr. Hantken Miksa, Dr. Szabó József, ásvány- és kőzettanból Dr. Krenner József, kristálytanból Dr. Schmidt Sándor, fizikából Dr. báró Eötvös Loránd stb. voltak a professzorai és semsei Semsey Andor ösztöndíjasa volt.
Egyetemi tanulmányai befejezése után 1895-ben a Magyar Nemzeti Múzeum ásványtárának lett a gyakornoka.
1896-ban a Budapesten állomásozó 6. sz. vártüzér ezredhez vonult be, ahol a tiszti vizsga után tartalékos hadnagynak nevezték ki.
1897-ben a Budapesti Tudomány Egyetem ásvány-kőzettani tanszékénél a II., majd I. tanársegéd teendőivel bízták meg.
1900-ban a Magyar Állami Földtani Intézet geológusa, ahol kezdetben agrogeológiai felvételeket végzett, Esztergom-Dorog-Tokod-Felsőgalla-Tata stb. környékén. Ekkor kezdődnek tanulmányai a geológiai felvételekről szóló jelentésekben. Közben 1906. június 16-án a Budapesti Tudományegyetem filozófiai karán doktori oklevelet nyert „summa cum laude” eredménnyel. Doktori értekezése a ceyloni chrysoberill kristálytani viszonyairól szól, melyben sikerült a nevezett ásvány ikerképződésének a törvényét meghatároznia.
1910-től montán felvételeket végezvén, dolgozatai a montan geológia körébe esnek. (Vaskő-Dognácska-Oravica-i kontakt terület stb. geológiai felvétele.) Ezeken kívül kristálytani dolgozatai is megjelentek, (A piritről, fillipsitről, tschermigitről stb.) a Földtani Közlönyben.
Az Állami Földtani Intézetnél töltött idő alatt 1909-ben a Heidelbergi Egyetemre került, ahol ásvány-kőzettan, -elméleti kristálytan-, kristályoptika és az ezekkel járó laboratóriumi munkálatokkal foglalkozott.
Heidelbergben eltöltött teljes esztendő után még a müncheni egyetemen Groth P. prof-nál töltött 1-2 hónapot.
1910-ben a József Műegyetemen ásvány-kőzettani elméleti kristálytanból és kristályoptikából magántanárrá habilitált. A montán geológiai értekezéseken kívül a Csiklovabánya diopsidjának kristálytani viszonyairól a Magyar Tudományos Akadémiában, majd az újmoldvai realgár kristálytani ismertetéséről a Magyarhoni Földtani Társulat közlönyében számolt be.
1914-ben a harctérre vonult. Mint hadnagy először a szerb harctéren, majd Lovcsen ostrománál harcolt. 1915. elején mint főhadnagy a tolmeini hídfőhöz került az olasz harctérre. Még az olasz harctéren való szolgálata alatt 1915-ben főgeológussá neveztetett ki. 1917-ben a piavei ütközet előtt a kassai II. sz. császári és királyi Bányafelügyelőséghez vezényelték, hogy a hadügy szolgálatában álló felvidéki ércbányák geológiai-szakértői szolgálatát ellássa.
1919 elején a Magyar Nemzeti Múzeum ásványtani tárához helyezték át ideiglenesen, ahonnan két hónap múlva ismét a Földtani Intézethez tért vissza.
1921-ben felhagyott Telkibánya nemesérc bányáinak a tanulmányozásával, azután az egész Eperjes-tokaji hegység geológiai felvételével bízták meg. Közben azonban még a hazai kaolin- és tűzálló anyag-előfordulásokat is tanulmányozta. Az ezekre vonatkozó, úgy tudományos, mint gyakorlati szempontból érdekes eredmények az Állami Földtani Intézet kiadványaiban jelentek meg. Szintén 1921-ben főbányatanácsossá, a Műegyetemen pedig 1922-ben c. ny. rk. tanárrá, végül 1934-ben a Földtani Intézet igazgatójává nevezték ki, ahonnan 1935-ben nyugdíjba vonult, de utána is megszakítás nélkül járt az Állami Földtani Intézetbe. A Magyarhoni Földtani Társulatnak 17 éven át (1923-1940.) volt a másodelnöke. Halála előtt néhány évvel még részt vett egyik legfontosabb ásványos nyersanyagunk, a perlit felkutatásában.

## Irodalmi munkássága
A Földtani Intézet 1901-1951. évi jelentéseiben közölt 34 hivatali jelentésen kívül: A Földtani intézet évkönyvében megjelent (Jahrbuch des Ungarisch Geologisches Institut)
1. Güll Vilmos és Timkó Emerich társszerzőkkel közösen készült munka: Az Ecsedi-láp agrogeológiai viszonyai. XIV. 1906. 5. fasc. 255-300. Über die agrogeologischen Verhältnisse des Ecsedi-láp. XIV. 1906. Budapest 5. 281-332.
2. Megjegyzések Staff: „Adatok a Gerecsehegység stratigraphiai és tektonikai viszonyaihoz” című munkájának stratigraphiai részéhez. XVI. 1907. 3-18. Bemerkungen zum stratigraphischen Teil der Arbeit Hans v. Staff: „Beiträge zur Stratigraphie und Tektonik des Gerecsegebirges”. XVI. 1907. 3-19.
3. Telkibánya környékének földtana és kőzettana. 1953. 3. facs 1-62. Géologie et pétrographie des environs de Telkibánya. 1953. 3. fasc. 63-70.

A Földtani Intézet egyéb kiadványaiban megjelent (Andere Ausgaben des Ungarisch Geologisches Institut)
1. Az Eperjes-Tokaji hegység geológiai felvételének eddigi eredményei s a felvétel ez idő szerinti helyzete. Beszámoló a vitaülésekről. 1943. 359-377.
2. A bányageológiai gyűjtemény. Vezető a Magyar Királyi Földtani Intézet Múzeumában. 1909. Montangeologische Sammlung. Führer durch das Museum der königlich ungarisch Geologisches Reichsanstalt. 1910. 252-292.

A Földtani Közlönyben megjelent (Mitteilungen der ungarische Geologische Gesellschaft)
1. Adatok a hazai pyrit kristálytani ismeretéhez. 38. 1908. 276-294. Beiträge zur krystallographischen Kenntnis der ungarischen Pyrite. 38. 1908. 405-423.
2. A leleplezési ünnepély. 38. 1908. 513-526. Die Enthüllung des Szabó-Denkmals. 38. 1908. 529-535.
3. Korláti aragonit. Jegyzőkönyv. 40. 1910. 412. Aragonit aus dem Basaltbruche Korlát. Notiz. 40. 1910. 520.
4. Új phillipsit előfordulása Badacsonytomajon. 44. 1914. 80-87. Ein neues Phillipsit-Vorkommen in Badacsonytomaj. 44. 1914. 175-189.
5. Emszt K. társszerzővel együtt készült értekezés: Adatok a krassószörényi bányavidék ásványainak kristálytani és chemiai ismeretéhez. 50. 1920. 21-33. Beiträge zur krystallographischen und chemischen Kenntnis der Mineralien im krassószörényer Montanbezirk. 50. 1920. 107-118.
6. Emszt K. társszerzővel együtt készült értekezés: Tschermigit nevű ásvány előfordulása Tokodon, Esztergom megyében. 51-52. 1921-1922. 45-51. Tschermigitvorkommen in Tokod, Comitat Esztergom. 51-52. 1921-1922. 105-107.
7. Tokody László társszerzővel együtt készült értekezés: Adatok a délausztráliai atakamit kristálytani ismeretéhez. 58. 1929. 399-45. Német kivonat a 170. oldalon.
8. Toborffy Z. v. választmányi tag emlékezete. 59. 1929. 8-12. Gedenkrede über Z. Toborffy. 59. 1929. 88-91.
9. Beyschlag F. Ob. 1936. 19-20. Erinnerung an F. Beyschlag. 66. 1936. 21.
10. Csajághy G. társszerzővel együtt készült értekezés: Az ungvárit (klóropál) újabb előfordulása. 77. 1947. 38-43.

Egyéb helyen megjelent értekezések (Übrige Mitteilungen)
1. Adatok a ceyloni chrysoberyll kristálytani ismeretéhez. Természetrajzi Füzetek. 25. 1902. 311. Beiträge zur krystallographischen Kenntnis des Chrysoberylls von Ceylon. Zeitschrift für Krystallographie. 36. 1902. 606-616.
2. Neues Aragonitvorkommen in Korlát, Comitat Nógrád. Zeitschrift für Krystallographie 47. 1910. 249-262.
3. Telkibánya ércelőfordulásának viszonyai. Bányászati és Kohászati Lapok. 158. 1925. 129.
4. Diopszid Csiklovabányáról. Akadémia. Matematikai és természettudományi Értesítő. 42. 1926. Diopsid aus Csiklovabánya. Mathematische und Naturvissenschaftliche Berichte aus Ungarn. 1926.
5. Tokody László társszerzővel együtt készült dolgozat: Beiträge zur krystallographischen Kenntnis des Atakamits aus Südaustralien. Zentralblatt für Mineralogie. Abt. A. Stuttgart, 1926. 183.
6. A jászkarajenői „Mira” keserűvízű forrás hidrogeológiai ismertetése. Über die hydrogeologischen Verhältnisse der Bitterwasserquelle „Mira” in Jászkarajenő. Hidrogeológiai Közlöny. 3. 1928.

## Külső hivatkozások
- Magyar életrajzi lexikon
- Tiszajenői MIRA gyógyvíz Archiválva 2017. június 22-i dátummal a Wayback Machine-ben
- Pécstől Isonzóig Napló, 1914. szeptember 1-1916. május 22.
- Liffa Aurél sírja a Nemzeti Sírkert része